# (25011) 1998 PP1
(25011) 1998 PP1 est un objet de la ceinture principale d'astéroïdes extérieure de 17,133 km de diamètre découvert en 1998.

## Description
(25011) 1998 PP1 a été découvert le 13 août 1998 à la station de Xinglong, dans la province chinoise d'Hebei (Chine), par le Beijing Schmidt CCD Asteroid Program.

### Caractéristiques orbitales
L'orbite de cet astéroïde est caractérisée par un demi-grand axe de 3,24 UA, un périhélie de 3,04 UA, une excentricité de 0,06 et une inclinaison de 9,50° par rapport à l'écliptique. Du fait de ces caractéristiques, à savoir un demi-grand axe entre 3,2 et 4,6 UA, il est classé, selon la JPL Small-Body Database, comme objet de la ceinture principale d'astéroïdes extérieure.

### Caractéristiques physiques
(25011) 1998 PP1 a une magnitude absolue (H) de 12,5 et un albédo estimé à 0,072, ce qui permet de calculer un diamètre de 17,133 km. Ces résultats ont été obtenus grâce aux observations du Wide-Field Infrared Survey Explorer (WISE), un télescope spatial américain mis en orbite en 2009 et observant l'ensemble du ciel dans l'infrarouge, et publiés en 2014 dans un article présentant les résultats concernant 2 835 astéroïdes de la ceinture principale.